# Efecto Haas

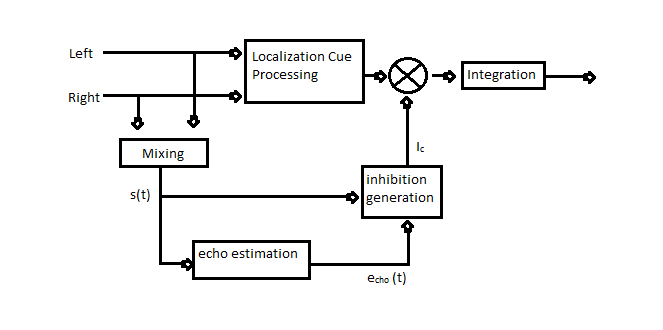
Modelo EA del efecto de precedencia para el uso en la localización del sonido en entornos reverberantes

El efecto Haas, también conocido como efecto de precedencia o efecto de prioridad, afecta a la percepción humana del sonido, y describe cómo, a nivel de percepción, si varios sonidos independientes llegan a nuestro cerebro en un intervalo inferior a 50 ms (milisegundos), éste los fusiona y los interpreta como uno sólo. Esto se debe a que el cerebro deja de percibir la dirección y entiende los sonidos posteriores como un eco o reverberación del primero. 
Este fenómeno fue descrito por el matemático alemán Helmut Haas, a quien debe el nombre (de hecho, este efecto fue el tema que utilizó en su tesis doctoral de 1949).
El cerebro hace esta interpretación de dos modos distintos:
1. Si el retardo llega en un intervalo inferior a 5 ms, el cerebro localiza al sonido en función de la dirección que tuviera el primer estímulo, aunque los otros provengan de direcciones diametralmente opuestas.
2. Si el retardo está entre los 5 y los 50 ms, el oyente escucha un único sonido, pero de intensidad doble y localiza a la fuente a medio camino entre todas.

Para que el efecto Haas no determine en nuestro cerebro la dirección del sonido (es decir, para que se perciba el sonido como proveniente de un punto central), la señal retrasada debe tener más volumen que la primera.

## Aplicaciones[2]
La llamada curva de Haas indica la intensidad (expresada en dB) necesaria para lograr una equivalencia en cuanto al retardo en milisegundos entre dos señales. Esta curva de Haas se utiliza en acústica, entre otras cosas, para mantener el estéreo en recintos.
- Sistemas de refuerzo de sonido

En los eventos públicos se usan varios altavoces donde para evitar la  provocación de ecos, se configuran los altavoces de tal manera que se asegure de que retransmiten con retrasos inferiores a los 50 ms.
- Dolby surround

En televisores o aparatos de música, ambos o más altavoces deben emitir el sonido a la vez o con mínima demora el uno del otro.
- Sonido ambiental

Se utiliza para incrementar la sensación de inmersión en un ambiente determinado
- Disc-Jockeys (DJs)

Utilizan este efecto para darle profundidad a sus mezclas, manipular los ecos y el propio volumen de sus composiciones. De esta manera hace que la música se perciba más cercana o lejana.